# Battaglia di Uras
La battaglia di Uras si svolse in campo aperto nella piana di Uras il 14 aprile 1470 tra le truppe del viceré aragonese Niccolò Carroz e le milizie sarde del marchese di Oristano Leonardo Alagon, con la bandiera dell'Albero deradicato.
Vinsero i reggimenti sardi di Alagon, morirono molti cavalieri aragonesi, e lo stesso viceré si salvò la vita con la fuga. Dopo la clamorosa vittoria il sardo Alagon disse: 
<<miei soldati, domani ascolteremo messa a Bonaria>>.
Il mattino del 13 aprile 1470, mentre le campane delle chiese di Uras chiamavano i fedeli per prepararsi alle festività dell'indomani, Leonardo Alagon riuniva nella sua tenda i capitani dell'esercito sardo per decidere il piano di battaglia. Nei due giorni precedenti aveva provveduto a stancare l'esercito nemico tenendolo sveglio con falsi allarmi. Il campo sardo era stato tenuto fintamente in festa, in attesa del conte di Monteacuto con i rinforzi, giunto all'imbrunire. A mezzanotte si spensero i fuochi, in modo da far credere al nemico che i sardi fossero stati vinti dalla stanchezza e dal sonno e che il campo fosse indifeso.
Gli aragonesi si erano messi in marcia all'una di notte del 14 aprile e convinti in effetti di trovare il campo sardo sguarnito. Al loro arrivo lo attaccarono, gridando "Viva Aragona", ma un nutrito lancio di frecce e lance li investì e l'intera prima linea fu annientata. I superstiti tornarono indietro dai loro ufficiali, che li spinsero ad un nuovo attacco, ormai verso le due, nonostante la mancata sorpresa. 
I sardi respinsero con forza l'attacco al grido di "Arborea, Arborea" e gli aragonesi si diedero a precipitosa fuga, inseguiti dai nemici che avevano lasciato il campo trincerato.  
Contro questa sortita 1500 cavalieri aragonesi attaccarono la fanteria sarda, che si ritirò nuovamente nel campo, al riparo delle palizzate, e li respinse con lance e picche. L'attacco della cavalleria aragonese fu fatto cessare dalla brigata al comando del marchese Alagon, uscita dal campo: i cavalieri temendo l'accerchiamento, si ritirarono. Si era giunti alle prime luci dell'alba e la battaglia durava già da diverse ore, con molte perdite da entrambe le parti.
Gli eserciti si affrontarono quindi in campo aperto: inizialmente prevalsero i reggimenti sardi, mettendo in fuga gli aragonesi. Il viceré decise di utilizzare una nuova arma, le colubrine, costringendo i sardi a ritirarsi per le ingenti perdite. L'ufficiale Ubaldo si gettò avanti con il meglio della cavalleria sarda contro gli artiglieri aragonesi, impadronendosi delle colubrine. La cavalleria, spintasi in avanti da sola, rischia di essere isolata e sopraffatta, ma il marchese Alagon incita con un discorso i reggimenti e porta in aiuto la fanteria al grido "Aragona a morte, Arborea vince".
La battaglia continua ad infuriare e il viceré Niccolo Carroz decide di usare la sua riserva, sardi sottomessi che si era portato dietro da Cagliari, ma questi, portati all'assalto, invece di attaccare i sardi di Alagon, al grido di "Arborea, Arborea" investirono sul fianco gli aragonesi provocando tra loro il caos.
Il marchese Alagon arrivò allo scontro diretto con il viceré Carroz, conficcando la lancia nel petto del suo cavallo e provocandone la caduta: Alagon potrebbe finirlo, ma ne è impedito da un pugno di cavalieri aragonesi che gli fanno scudo. Il marchese Alagon si scontra anche direttamente con il visconte di Sanluri, Leonardo Dessena, ma i fanti sardi, ormai padroni dal campo, attaccarono il visconte e senza ascoltare Alagon che ordinava di prenderlo prigioniero, lo ferirono gravemente: trasportato alla chiesa di San Salvatore, il visconte morì il giorno stesso.
Caduto il visconte e dopo che anche il capitano Forteza era stato ucciso, gli aragonesi furono presi dallo sconforto e si diedero alla fuga, inseguiti dai sardi vittoriosi sul campo. Questi, senza ascoltare i richiami dei propri ufficiali si diedero ad un vero e proprio massacro degli aragonesi.
I sardi presero un gran numero di prigionieri, le colubrine, spingarde, vessilli, argento. I pochi scampati dell'esercito aragonese, con il viceré, si ripararono nel castello di Monreale.